# Haplidia montreuili
Haplidia montreuili är en skalbaggsart som beskrevs av Keith 2000. Haplidia montreuili ingår i släktet Haplidia och familjen Melolonthidae. Inga underarter finns listade i Catalogue of Life.